# Downtempo
A downtempo stílus – mint ahogyan azt a nevében is hordozza – a lassú (110 BPM körüli) ütemet képviseli. Sok ilyen stílusú zeneszámot lelhetünk fel néhány Global Undergroundos kiadásban, főleg a régebbiekben (2004–2007). Az ilyen stílusra jellemző a dinamika hiánya, valamint nyújtott, harmonikus mélyjáték. A magas hangok főleg effektekből állnak, a stílus meghatározó
elemei ezek, melyek főleg különféle hangok. A dallam általában melankolikus, elgondolkodtató, mély érzelmek kifejtésére törekszik. Vokált és énekhangokat ritkán lehet felfedezni a downtempo kiadásokban, illetve csak szórtan, részleteket egy-egy énekhangból. A műfaj néhány darabja közel áll az ambient zenékhez (egy tipikus downtempo darab tekinthető olyan ambient zenének, amelyhez megfelelően lassú, erős dobsávot kevertek hozzá), bár ez utóbbira inkább a „magasabb hangzás” és a ritmusszekció hiánya is jellemző.
A műfaj mindent egybevetve alkalmas a lazítani kívánóknak, akik szeretik a gondolatokat ébresztő, mélytónusú, lassú tempójú zenét.